# Abdel Aziz Bouh
Abdel Aziz Bouh (* 12. Juni 1992) ist ein mauretanischer Fußballschiedsrichter.
Seit 2019 steht Bouh auf der Liste der FIFA-Schiedsrichter und leitet internationale Fußballpartien, unter anderem wird er regelmäßig in der CAF Champions League eingesetzt.
Bei der Afrikanischen Nationenmeisterschaft 2023 in Algerien leitete Bouh zwei Spiele. Beim Afrika-Cup 2024 in der Elfenbeinküste pfiff er ein Gruppenspiel.
Zudem leitete Bouh Spiele in der afrikanischen Qualifikation für die Weltmeisterschaft 2018 in Russland und die Weltmeisterschaft 2022 in Katar sowie Freundschaftsspiele.